# Терехов, Владимир Яковлевич
Владимир Яковлевич Терехов (1929, Эльтон, Нижне-Волжский край — 12 апреля 2017, Волжский, Волгоградская область) — передовик советского сельского хозяйства, комбайнёр колхоза «Россия» Палласовского района Сталинградской области, Герой Социалистического Труда (1958).

## Биография
Родился в 1929 году в посёлке Эльтон (ныне — Палласовского района Волгоградской области) в семье русского крестьянина. Завершив обучение в сельской школе, стал работать в местном колхозе «Россия» Палласовского района. Позже был призван в ряды Советской армии. Отслужив, вернулся работать в колхоз. В 1955 году завершил обучение в училище механизации сельского хозяйства № 7 в городе Ленинске Сталинградской области. От колхоза стал трудиться на целинных землях в посёлке Эльтон на Эльтонской машинно-тракторной станции.
С самого начала своей трудовой деятельности добросовестно исполнял все поставленные задачи, был передовиком производства. Принимал участие во Всесоюзной выставке достижений хозяйства. В 1958 году на целинных землях получил высокий урожай сельскохозяйственных культур.
За выдающиеся успехи, достигнутые в деле увеличения производства зерна и других продуктов сельского хозяйства, Указом Президиума Верховного Совета СССР от 20 ноября 1958 года Владимиру Яковлевичу Терехову было присвоено звание Героя Социалистического Труда с вручением ордена Ленина и золотой медали «Серп и Молот». Вручение награды состоялось 8 января 1959 года в Сталинградском драматическом театре имени М. Горького.
В дальнейшем продолжал трудовую деятельность, показывал высокие результаты в труде. По итогам работы в 1976 году был награждён орденом Трудового Красного Знамени.
После выхода на заслуженный отдых проживал в городе Волжский Волгоградской области. Умер 12 апреля 2017 года.

## Награды
За трудовые успехи удостоен:
- золотая звезда «Серп и Молот» (20.11.1958),
- орден Ленина (20.11.1958),
- Орден Трудового Красного Знамени (23.12.1976),
- Медаль «За освоение целинных земель»,
- другие медали.